# Thiaroye
Pour les articles homonymes, voir Thiaroye (homonymie).
Thiaroye (ou Tiaroye) est une ville du Sénégal, située dans la banlieue de Dakar, au sud de la presqu'île du Cap-Vert, entre Pikine et Rufisque.
En réalité, depuis la réforme de 1996, plusieurs communes portent ce nom, Thiaroye-Gare, Thiaroye-sur-Mer et Thiaroye-Kao (ou Djiddah Thiaroye Kao).

## Histoire

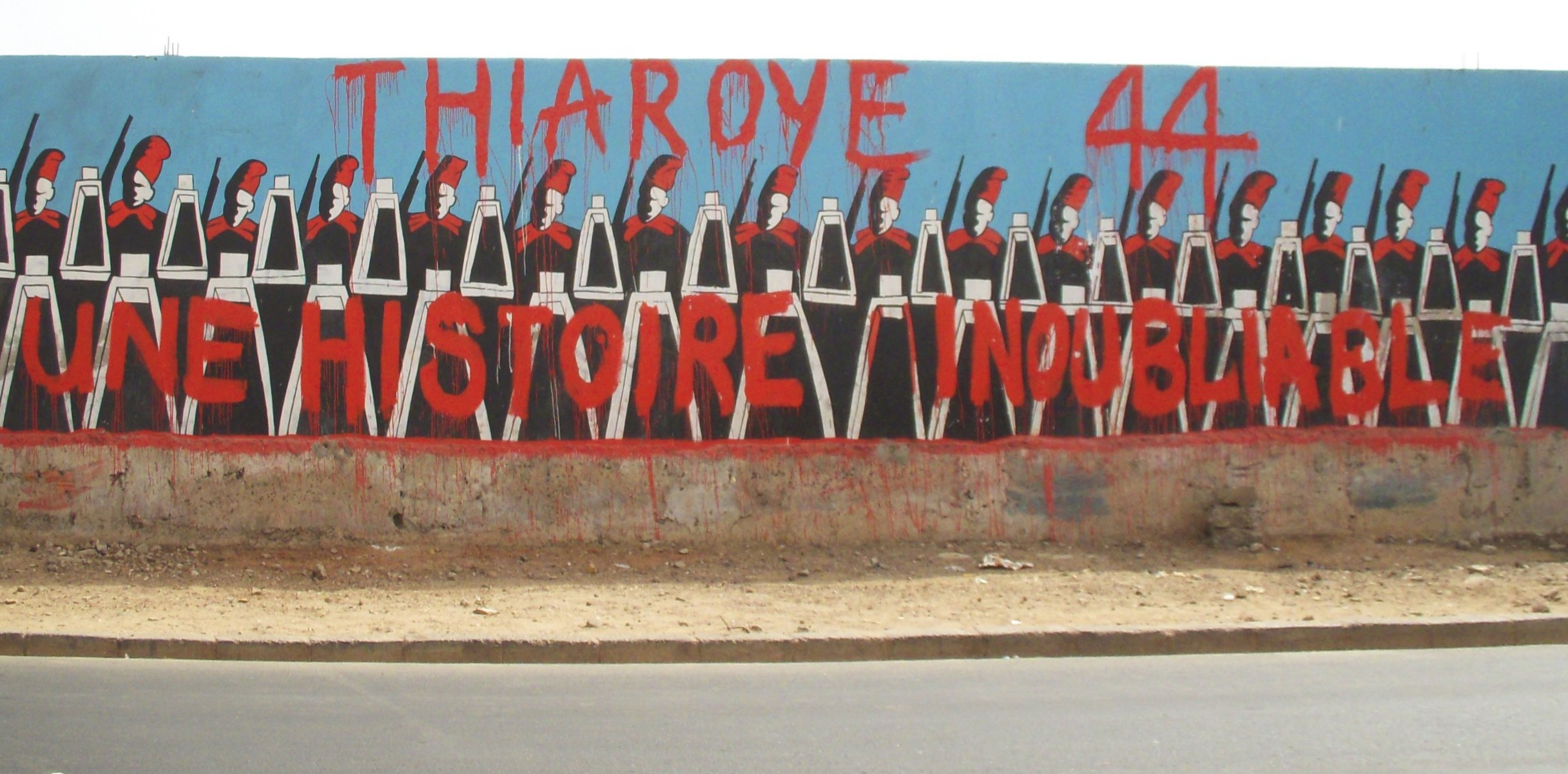
Fresque murale à Dakar commémorant le massacre de Thiaroye en 1944

Le village de Thiaroye (prononcer tia-roi ou tia roïe) a été fondé vers 1800. L'épisode le plus connu de l'histoire de Thiaroye est celui d'un massacre, celui de soldats africains, récemment démobilisés par des troupes de l'armée française.
Le 21 novembre 1944, environ 1 600 soldats africains originaires de différents pays de l'Afrique-Occidentale française — communément appelés tirailleurs sénégalais — sont regroupés dans un camp de transit à une quinzaine de kilomètres du centre de Dakar. Ils se sont battus lors de l'offensive allemande de mai-juin 1940 et la plupart sont restés prisonniers des Allemands en France, employés comme travailleurs forcés dans des fermes ou des usines d'armement. Certains, assez nombreux, se sont évadés et engagés dans la Résistance. Faisant partie des premiers prisonniers libérés, ils sont rapidement démobilisés et renvoyés au Sénégal, sans toutefois que ne leur soient versée la totalité de leurs indemnités et pensions. Dans le camp de Thiaroye, une manifestation est organisée par les tirailleurs sénégalais anciennement emprisonnés et le général Marcel Dagnan affirme avoir été chahuté. Celui-ci, en accord avec ses supérieurs, le général de Boisboissel et le gouverneur Cournarie,, décide de réprimer ce mouvement par la force et envoie un millier de soldats, dont gendarmes, soldats indigènes issus des 1er et 7e régiments de tirailleurs sénégalais et du 6e régiment d'artillerie coloniale et de quelques blindés. Selon une chronologie difficile à démêler, l'ordre d’ouvrir le feu est donné, ce qui fait au moins soixante-dix tués (selon les rapports des officiers français), mais probablement des centaines de morts. Immédiatement, trois cents ex-tirailleurs sont extraits du camp pour être envoyés à Bamako. Trente-quatre survivants, considérés comme meneurs sont condamnés à des peines de un à dix ans de prison. Certains ont des amendes de 2000 à 10 000 francs de l'époque et perdent leurs droits à l'indemnité de démobilisation. Trois meurent en détention, les autres sont libérés en 1946 et 1947, mais sans recouvrer leurs droits à leur retraite militaire
Son souvenir reste vivace dans les années qui suivent et jusqu'à nos jours. En août 2004, la journée du 23 août est déclarée Journée du tirailleur sénégalais par le Sénégal, qui invite les autres États d'Afrique d'où étaient originaires les tirailleurs. Le massacre de Thiaroye y est commémoré.

## Administration
Les communes font partie de l'arrondissement de Thiaroye dans le département de Pikine (région de Dakar).

## Géographie
Les localités les plus proches de Thiaroye-Gare sont Pikini-Bougou, Nimzat, Yeumbeul, Thiaroye Kao, Diaksaw et Darou Rahmane. Au sud de Thiaroye  se trouve la baie de Hann, sur l'Océan atlantique.
Les localités les plus proches de Thiaroye-sur-Mer (à vol d'oiseau) sont Mbatal, Bel-Air, Hann-Montagne, Pikine, Guinaw-Rails, Tivaouane, Diammagueun, Mbaw Gou Ndaw et Gorée.
Les localités les plus proches de Thiaroye-Kao sont Tiaroye-Gare, Yeumbeul, Boun et Darou Rahmane.

### Population

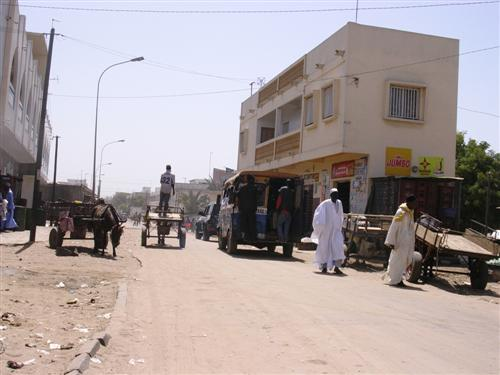
Une rue de Thiaroye

Lors du recensement de 2002 la population de Thiaroye-Gare s'élevait à 21 873 habitants, celle de Thiaroye-sur-Mer à 36 602, celle de Thiaroye-Kao à 90 586.
En 2007, selon les estimations officielles, ces communes compteraient respectivement 24 867, 41 612 et 102 985 personnes.

### Activités économiques

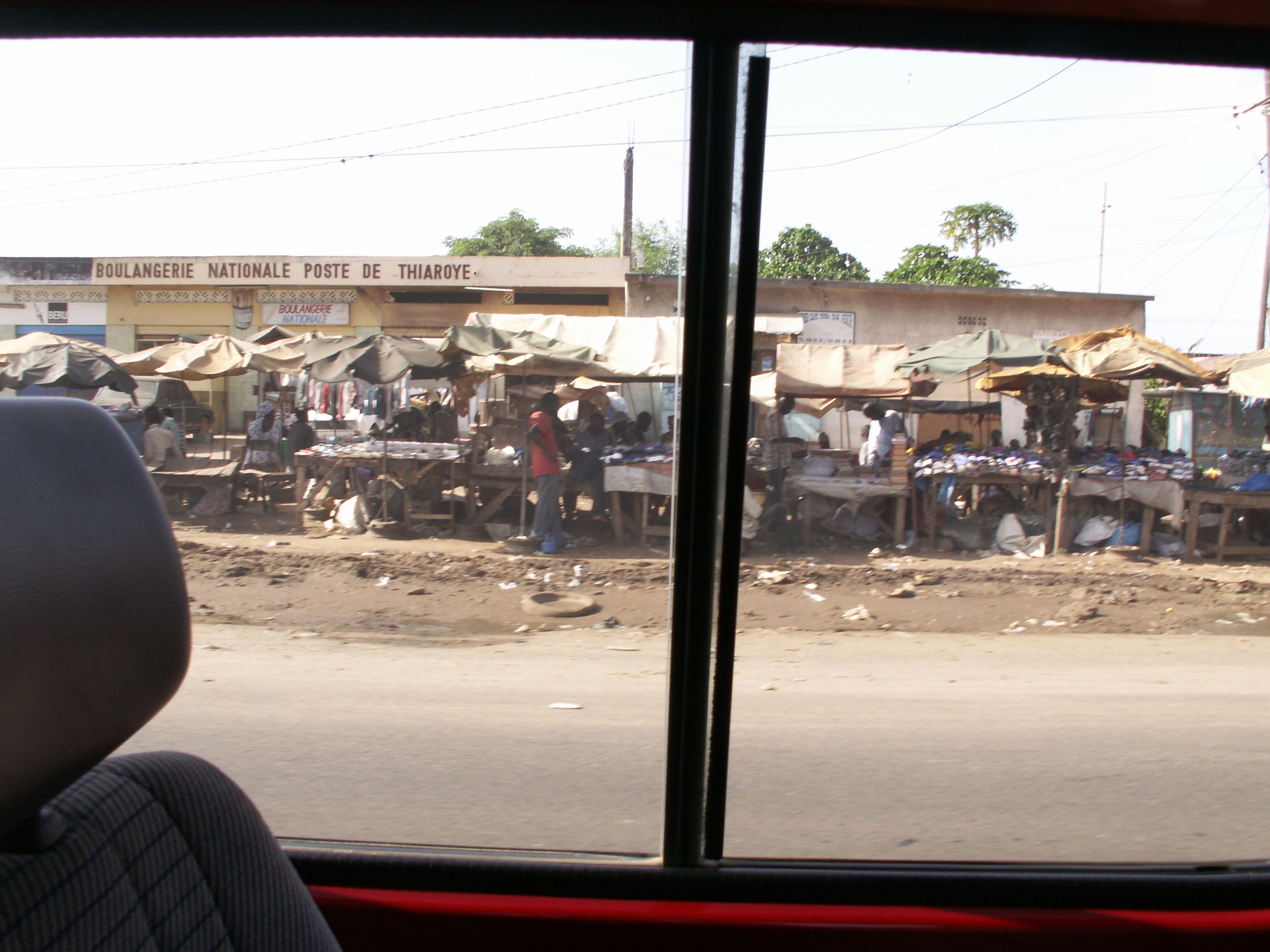
Commerce au bord de l'autoroute

Beaucoup d'habitants travaillent à Dakar.
Artisanat et commerce constituent les principales activités locales. Les conditions de vie sont souvent assez difficiles, notamment pour les jeunes sans emploi.
Ville côtière proche de la capitale, Thiaroye abrite le Centre de recherches océanographiques de Dakar-Thiaroye (CRODT).
Thiaroye Azur possède un pipeline de la Société Africaine de Raffinage.

## Personnalité liée à la communauté
- Karfa Diallo (né en 1971), écrivain et fondateur de l'association Mémoires & Partages.
- Docteur Yoro DIA, Chevalier de l’Ordre national du Mérite par la France, Ministre porte-parole et coordonnateur de la communication de la Présidence de la République.

### Filmographie
- Ousmane Sembène, Camp de Thiaroye, long métrage en couleurs, 1988, 147'
- Thiaroye sur Mer, entre l'océan et les industries, film documentaire, 1998, 13'
- Barcelone ou la mort, film documentaire sur l'émigration clandestine, Idrissa Guiro, France, 2007, 52'
- Atlantique, film de Mati Diop, 2019, 100'

### Spectacles
- Points de non-retour Thiaroye, texte et mise en scène d'Alexandra Badea, créé au Théâtre de la Colline à Paris (du 19 septembre au 14 octobre 2018).